# Xanthocnemis sinclairi
Xanthocnemis sinclairi е вид водно конче от семейство Coenagrionidae. Видът не е застрашен от изчезване.

## Разпространение
Разпространен е в Нова Зеландия (Южен остров).

## Описание
Популацията на вида е стабилна.